# Battus madyes
Battus madyes är en fjärilsart som först beskrevs av Doubleday 1846.  Battus madyes ingår i släktet Battus och familjen riddarfjärilar. Inga underarter finns listade i Catalogue of Life.

## Bildgalleri

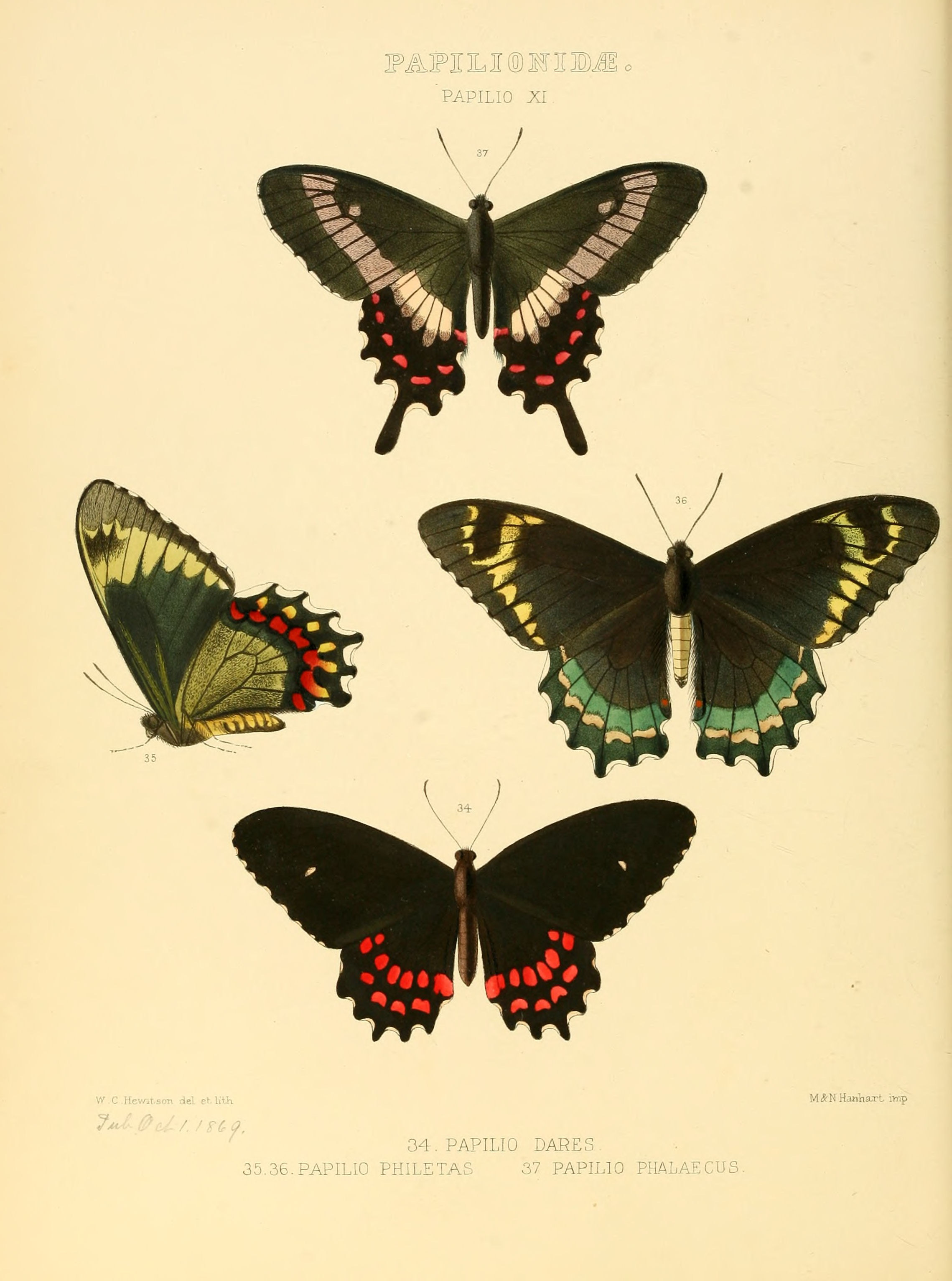